# Galaksija
Der Galaksija war ein jugoslawischer Heimcomputer, der im Jahr 1984 veröffentlicht wurde. Entwickelt wurde er von Voja Antonić aus Belgrad.
Benannt ist der Computer nach dem Wissenschaftsmagazin gleichen Namens, in welchem das Gerät auch im Januar 1984 in einer Extraausgabe vorgestellt wurde. Dort wurde auch ein Bausatz angeboten.
Da Galaksija zu Beginn als Bausatz angeboten wurde, sah jeder Rechner anders aus. Von diesen Bausätzen wurden etwa 8000 verkauft.
Erst später machte sich die Industrie den Erfolg dieses Rechners zu Nutze und produzierte ihn standardisiert. Eingesetzt wurde dieser so produzierte Galksija überwiegend in Grundschulen.
Die genaue Anzahl der produzierten Geräte ist nicht bekannt. Auch Antonic wurde nicht darüber informiert.

## Technische Daten

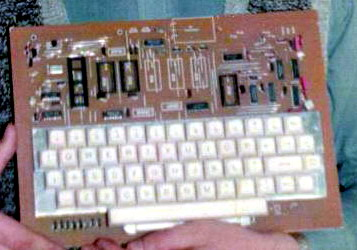
Der Galaksija aus Bausatz gefertigt

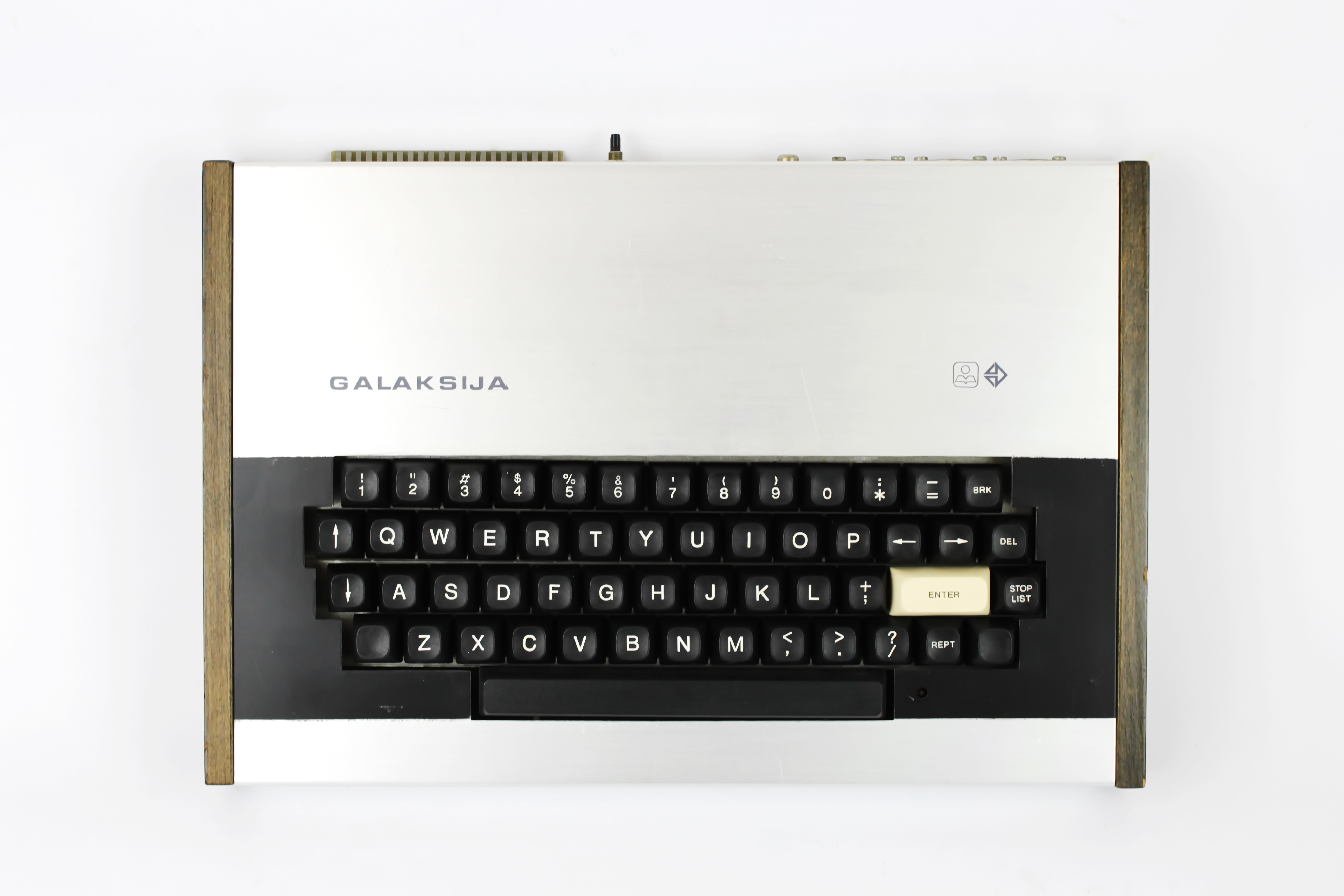
Galaksija, industriell hergestellt

Der Prozessor bestand aus einem Z80A, der mit rund 3 MHz getaktet war, sechs Kilobyte RAM, die auf 54 Kilobyte erweitert werden konnten sowie zwei ROM zu je vier Kilobyte; der erste beinhaltete das BASIC und der zweite war für dessen Erweiterung vorgesehen. Diese Erweiterung bestand aus einem Z80 Assembler und Entwicklungswerkzeugen sowie einigen mathematischen Erweiterungen und Erweiterungen des BASIC, die vorrangig die Möglichkeiten des Expansions-Ports betrafen. Diese Erweiterung war für den Betrieb des Rechners jedoch nicht notwendig.
Möglich war der Anschluss eines Kassettenrekorders, der als zu der damaligen Zeit üblicher Massenspeicher diente sowie Anschlüsse, die den Betrieb an einem Fernseher oder Monitor ermöglichten. Dazu kam ein Expansions-Port sowie ein Reset-Taster.
Das BASIC war angelehnt an das Level I-BASIC des TRS-80.
Der Galaksija ermöglichte lediglich S/W-Darstellung in einem Textmodus von 32x16 Zeichen.
Tonausgabe war nicht möglich.

## Bedienung
Programme werden mit dem Befehl OLD von Kassette geladen und nach dem Laden mit RUN gestartet.

## Galaksija Plus
Wenige Jahre nach Veröffentlichung des Galaksija wurde eine verbesserte Variante, der Galaksija Plus auf den Markt gebracht.
Dieser bot High Resolution mit 256x208 Bildpunkten in einem monochromen Grafikmodus und 48 Kilobyte RAM sowie 3-stimmige Soundausgabe mittels des AY-3-8910.
Er war zu seinem kleinen Bruder Software-Kompatibel aber trotz der im Vergleich besseren Leistung nicht so populär.

## File Sharing
Die Popularität des Galaksija zur damaligen Zeit lässt sich auch daran ermessen, dass Radio Belgrad rund 150 Software-Programme über ihre Radiosendungen verbreitete.

## Emulator
Wie fast alle Rechner aus der Ära der Heimcomputer kann man auch den Galaksija mit Hilfe eines Emulators ausprobieren und kennenlernen.